# Alternativă pentru Germania
Alternativa pentru Germania (în germană: Alternative für Deutschland / AfD)  este un partid politic conservator și eurosceptic din Germania, are un program politic anti-Euro, dar pro-Europa. 
Fondat pe 6 februarie 2013, partidul a reușit să acumuleze 4,7% la alegerile federale din 2013, dar nu a trecut pragul electoral de 5%. Alternativa pentru Germania a câștigat mandate la alegerile în Parlamentul European din 2014, dar și la alegerile locale din 2014, 2015 și 2016. Așadar, actualmente Alternativa e reprezentată în Lantagurile Brandenburg, Saxonia, Turingia (din 2014), Bremen, Hamburg (din 2015), Baden-Württemberg, Renania-Palatinat și Saxonia-Anhalt (din 2016)

## Rezultate electorale

### Parlamentul federal (Bundestag)
| An   | Voturi în circumsc. elect. | Voturi pe liste elect. | Procente (%) | Mandate   | +/–  | Statut           |
| ---- | -------------------------- | ---------------------- | ------------ | --------- | ---- | ---------------- |
| 2013 | 810,915                    | 2,056,985              | 4,7 (#7)     | 0 / 631   | 0    | Extraparlamentar |
| 2017 | 5,316,095                  | 5,877,094              | 12.6 (#3)    | 94 / 709  | ▲ 94 | Opoziție         |
| 2021 | 4,694,017                  | 4,802,097              | 10.3 (#5)    | 83 / 735  | ▼11  | Opoziție         |
| 2025 | 10,175,438                 | 10,327,148             | 20.6 (#2)    | 152 / 630 | ▲69  | Opoziție         |

### Parlamentul European
| An   | Voturi    | Procente (%) | Mandate | +/– |
| ---- | --------- | ------------ | ------- | --- |
| 2014 | 2,070,014 | 7,1 (#5)     | 7 / 96  | ▲ 7 |
| 2019 | 4,103,453 | 11.0 (#4)    | 11 / 96 | ▲ 4 |
| 2024 | 6,324,008 | 15.89 (#2)   | 15 / 96 | ▲ 4 |

### Rezultate electorale în landtaguri (2013–)
| Parlamentul               | Anul | Nr. voturi      | %          | Locuri   | Locuri | Locuri  | Guvern           |
| Parlamentul               | Anul | Nr. voturi      | %          | Nr.      | + -    | Poziție | Guvern           |
| ------------------------- | ---- | --------------- | ---------- | -------- | ------ | ------- | ---------------- |
| Baden-Württemberg         | 2021 | 473,309         | 9.7 (5) ▼  | 17 / 143 | ▼6     | ▲3      | în opoziție      |
| Bavaria                   | 2023 | 1,999,924       | 14.6 (3) ▲ | 32 / 105 | ▲10    | ▲1      | în opoziție      |
| Berlin                    | 2023 | 137,810         | 9.1 (5) ▼  | 17 / 160 | ▼8     | ▬ 0     | în opoziție      |
| Brandenburg               | 2024 | 438,811         | 29.3 (2) ▲ | 30 / 88  | ▲7     | ▬ 0     | în opoziție      |
| Bremen                    | 2023 | Nu a participat | –          | 0 / 84   | ▼5     | ▼5      | Extraparlamentar |
| Hamburg                   | 2020 | 211,327         | 5.3 (5) ▼  | 7 / 121  | ▼1     | ▲5      | în opoziție      |
| Hesse                     | 2023 | 518,674         | 18.4 (2) ▲ | 28 / 137 | ▲9     | ▲2      | în opoziție      |
| Saxonia Inferioară        | 2022 | 396,839         | 11.0 (4) ▲ | 18 / 137 | ▲9     | ▲1      | în opoziție      |
| Mecklenburg-Vorpommern    | 2021 | 152,747         | 16.7 (2) ▼ | 14 / 71  | ▼4     | ▬ 0     | în opoziție      |
| Renania de Nord-Westfalia | 2022 | 388,768         | 5.4 (5) ▼  | 12 / 199 | ▼4     | ▼1      | în opoziție      |
| Renania-Palatinat         | 2021 | 160,273         | 8.3 (4) ▼  | 9 / 101  | ▼5     | ▲3      | în opoziție      |
| Saarland                  | 2022 | 25,718          | 5.7 (3) ▼  | 3 / 51   | ▬ 0    | ▲1      | în opoziție      |
| Saxonia                   | 2024 | 719,274         | 30.6 (2) ▲ | 40 / 120 | ▲2     | ▬ 0     | în opoziție      |
| Saxonia-Anhalt            | 2021 | 221,498         | 20.8 (2) ▼ | 23 / 97  | ▼2     | ▲2      | în opoziție      |
| Schleswig-Holstein        | 2022 | 61,169          | 5.9 (6) ▼  | 0 / 73   | ▼5     | ▼1      | Extraparlamentar |
| Thuringia                 | 2024 | 396,704         | 32.8 (1) ▲ | 32 / 88  | ▲10    | ▲1      | în opoziție      |